# İrem Korkmaz
İrem Korkmaz (Balıkesir, 31 d'agost de 1998) és una judoka turca, campiona d'Europa en jóvens a Maribor el 2017, subcampiona d'Europa junior el 2016 a Màlaga i campiona de Turquia en 2017 i 2018 en 52 kg. Esportista del club Galatasaray SK, Korkmaz va ser portaveu, juntament amb la judoka Gülkader Şentürk, també de la selecció turca d'una campanya de "restar a casa" durant la lluita contra la Pandèmia de COVID-19a Turquia el 2020. İrem Korkmaz és una de les esportistes turques que van guanyar el dret de participar el els Jocs Olímpics d'Estiu de 2020.